# زندگی لئوناردو داوینچی
زندگی لئوناردو داوینچی (ایتالیایی: La Vita di Leonardo Da Vinci) یک مینی‌سریال زندگی‌نامه‌ای ایتالیایی است که در سال ۱۹۷۱ منتشر شد.
این سریال بر پایهٔ زندگی‌نامه لئوناردو داوینچی ساخته شده است که جورجو وازاری آن را در کتاب زندگی برجسته‌ترین نقاشان، پیکرتراشان و معماران شرح داده و زندگی نابغه ایتالیایی دوران رنسانس لئوناردو داوینچی (۱۴۵۲–۱۵۱۹) را با هنرنمایی فیلیپ لروآ به تصویر می‌کشد. در این مجموعه تعدادی از شخصیت‌های مشهور تاریخی از قرن ۱۵ و ۱۶ هم گنجانده شده‌اند.
در سال ۱۹۷۲، این مینی‌سریال نخستین مجموعه تلویزیونی کاملاً غیرانگلیسی‌زبان بود که برنده جایزهٔ گلدن گلوب شد و نامزد یکی از سه شاخهٔ «بهترین مجموعه تلویزیونی» شد. این مینی‌سریال تا سال ۲۰۲۲ که بازی مرکب نامزد «بهترین مجموعه تلویزیونی – درام در ساعات پربیننده» شد، هنوز تنها سریالی بود که نامزد دریافت جایزه در این شاخه شده بود.

## گزیدهٔ بازیگران
- فیلیپ لروآ در نقش لئوناردو داوینچی
- مارتا فیشر در نقش ایزابل آراگون
- رنتسو رُسی در نقش ساندرو بوتیچلی
- جان‌پی‌یرو آلبرتینی در نقش لودوفیکو اسفورزا
- آنا اودِسا در نقش کاترینا
- گلاوکو اونوراتو در نقش پی‌یرو داوینچی
- فیلیپو شلتسو در نقش پدربزرگ آنتونیو
- کارلوس دکاروالو در نقش عمو فرانچسکو
- ماریو مولی در نقش آندرئا دل وروکیو
- ریاض غلمیه در نقش فرانسوای یکم
- برونو چیرینو در نقش میکل‌آنژ
- جیمز ورنر در نقش لورنزو دی کرِدی
- سارا فرانکتی در نقش چچیلیا گالرانی
- اوتاویا پیکولو در نقش بئاتریچه دِسته
- رناتو چستیه در نقش لئوناردو در سن ۶ سالگی
- کریستیان دو تی‌یر در نقش لوئی دوازدهم
- ماریا تدسکی در نقش لوچیا، مادربزرگ لئوناردو
- بیانکا توکافوندی در نقش ایزابلا دِسته
- فدریکو پیترابرونا در نقش چزاره بورجا
- انریکو اوسترمان در نقش نیکولو ماکیاولی
- فرانکو لئو در نقش جیرولامو ساونارولا
- کارلو سیمونی در نقش فرانچسکو ملزی
- آلبرتو سورنتینو در نقش راهب